# Chreschtscheniwka
Chreschtscheniwka (ukrainisch Хрещенівка; russisch Крещеновка ‚Kreschtschenowka‘) ist ein Dorf im Rajon Beryslaw in der Oblast Cherson im Süden der Ukraine. Es liegt etwa 127 Kilometer vom Stadtzentrum Chersons entfernt.

## Verwaltungsstatus
Am 12. Juni 2020 wurde das Dorf ein Teil der Siedlungsgemeinde Nowoworonzowka; bis dahin bildete es zusammen mit den Dörfern Petriwka (Петрівка) und Schewtschenkiwka (Шевченківка) und der Ansiedlung Leninske (Ленінське) die Landratsgemeinde Chreschtscheniwka (Хрещенівська сільська рада/Chreschtscheniwska silska rada) im Zentrum des Rajons Nowoworonzowka.
Seit dem 17. Juli 2020 ist es ein Teil des Rajons Beryslaw.

## Geschichte
Das Dorf wurde während des russischen Überfalls auf die Ukraine 2022 von russischen Streitkräften angegriffen. Es war von März 2022 bis Oktober 2022 von ihnen besetzt.

## Bevölkerung
Laut der Volkszählung von 1989 in der Ukrainischen SSR betrug die Bevölkerung des Dorfes 768 Personen, davon 363 Männer und 405 Frauen. Laut der Volkszählung von 2001 lebten in der Ukraine 737 Menschen im Dorf.
Die Verteilung der Muttersprache nach der ukrainischen Volkszählung von 2001 war:
- Ukrainisch: 95,90 %
- Russisch: 3,21 %
- Belarussisch: 0,38 %
- Bulgarisch: 0,13 %
- Moldauisch: 0,13 %
- Polnisch: 0,13 %

## Persönlichkeiten
- Grigori Michailowitsch Pasko (* 1962), russischer Journalist und Herausgeber eines Umweltmagazins